# Gruppo termico
Il gruppo termico è l'insieme delle parti meccaniche principali che compongono un motore a combustione interna, ( cilindro, pistone, testata, biella ecc.).
Essendo composto da parti in movimento (o rotazione) in metallo (quindi soggette a dilatazione termica) prima di esser utilizzato a pieno regime il gruppo termico ha bisogno di un periodo di "assestamento" detto rodaggio. Il rodaggio va effettuato sia con il motore nuovo sia con la sostituzione di parti fondamentali come ad esempio le valvole.

## Cilindro

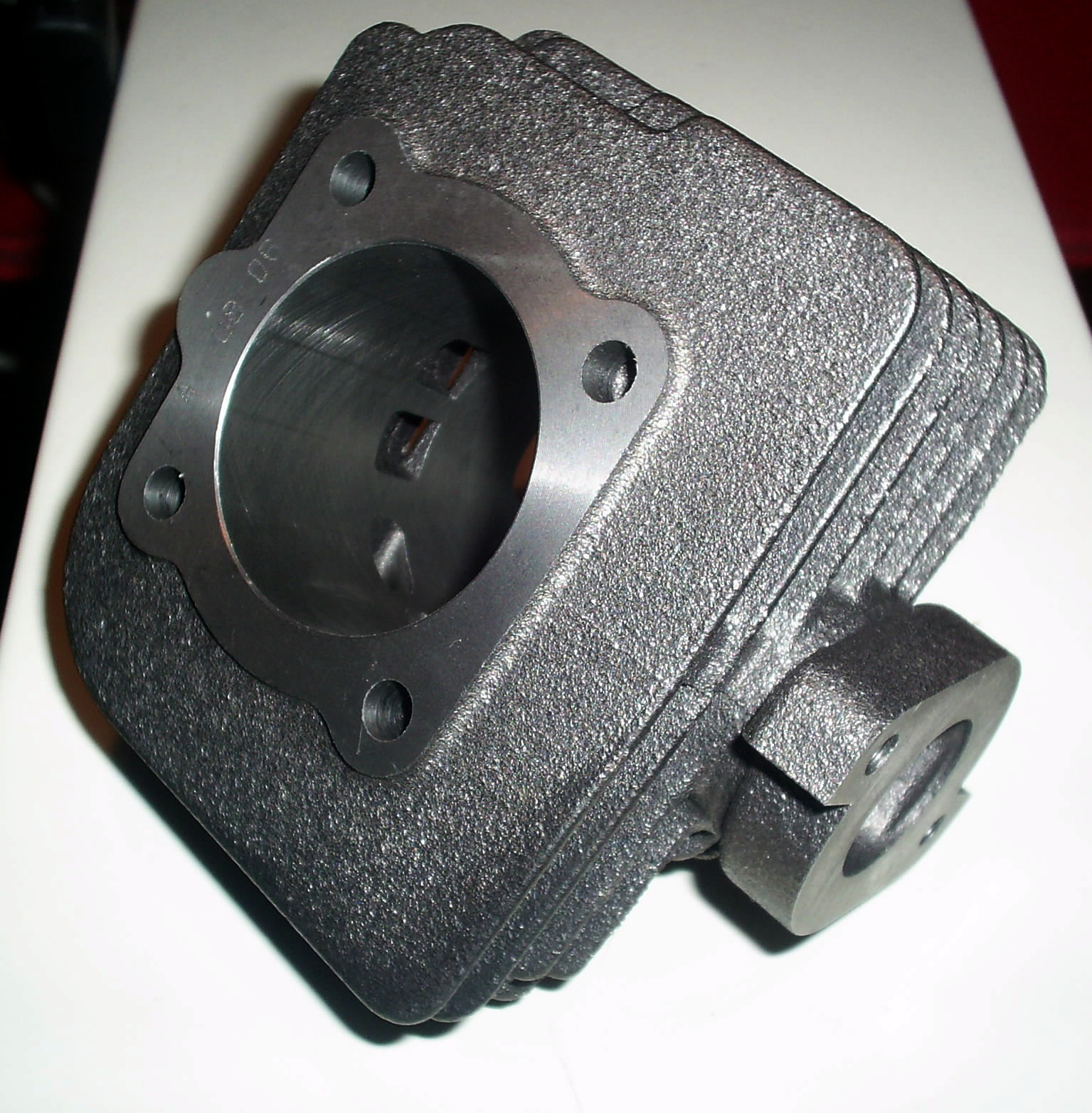
Cilindro in ghisa raffreddato ad aria per motori a due tempi

Il cilindro è quella parte del motore esterna all'interno del quale scorre un pistone; il cilindro può essere di vario tipo o forma a seconda dell'utilizzo o del tipo di motore.
Generalmente viene fuso o in alluminio o in ghisa, con forma cilindrica, tranne nel caso del Wankel o di altri tipi di motore rotativo.
Un cilindro varia dall'altro anche per il tipo di raffreddamento (a liquido o ad aria) o per la presenza di luci di travaso sulla sua superficie interna, come nel caso del motore a due tempi o del motore rotativo.

### Raffreddamento del cilindro
Il raffreddamento del cilindro è essenziale, perché raffreddando il cilindro si evita che il calore eccessivo, che andrebbe altrimenti immagazzinato, provochi un grippaggio del pistone durante il suo libero scorrere nel cilindro.
I tipi di raffreddamento più usati sono quelli a liquido o di tipo ad aria:
I'impianto di raffreddamento a liquido prevede che vi sia un liquido che passando dentro il cilindro e anche attraverso la testa, vada a un radiatore, il quale lambito dall'aria raffreddi tale liquido, mentre con un sistema di raffreddamento ad aria si avranno delle semplici e più economiche alette sull'intera superficie del cilindro.
Con il sistema a liquido si ha sicuramente maggiore potere dissipante rispetto al classico sistema ad aria, ma questo maggiore potenziale sarà apprezzabile solo se il mezzo è in stato di marcia a velocità media; nel caso contrario infatti risulta meno efficace dato il ridotto flusso d'aria nel radiatore.
Un altro vantaggio è che tale sistema dà libertà di posizionamento del dissipatore, cosa che non è fattibile con un sistema ad aria; questa libertà è un vantaggio perché evita che ci siano casi di repentino calo di temperatura del cilindro, cosa abbastanza comune nei cilindri con sistemi ad aria, non protetti dall'acqua ed esposti alle pozzanghere.

Nei motori storici, il raffreddamento ad aria era del tipo "free cooling", infatti questi motori non adoperavano neanche un elemento attivo per il raffreddamento del motore.

### Materiali dei cilindri
I materiali utilizzati per la fabbricazione dei cilindri sono principalmente due, l'alluminio e la ghisa, le principali differenze sono il loro peso, le loro lavorazioni, la loro resistenza e la loro capacità di sopportare il calore, il che fa sì che ci siano dei rispettivi campi di utilizzazione.
Principali differenze tra le due soluzioni:
- Il cilindro in alluminio è sicuramente più leggero rispetto al modello di ghisa (maggiormente apprezzabile in caso di grandi cilindrate)
- Le lavorazioni dei cilindri in alluminio sono più complesse, perché l'alluminio non sopporta l'usura e quindi deve essere cromato o avere un riporto con una lega resistente come il carburo di silicio e nichel (Ni-Kasil), mentre la ghisa riesce a sopportare l'usura e va a diretto contatto con il pistone
- La ghisa non si dilata come l'alluminio, aumentando così il rischio di grippaggio.
- Ad un cilindro in alluminio che ha subito un "grippaggio" o una "rigatura", si deve rifare il riporto dopo aver alesato ulteriormente il cilindro (operazione molto costosa e che non è sempre possibile eseguire), invece nel caso che si sia leggermente rovinata la superficie del riporto, può essere necessario solo la rettifica anche se i limiti di lavorazione sono molto restrittivi. Per un cilindro in ghisa che abbia subito lo stesso danno, invece, è sufficiente la sola rettifica.

## Pistone

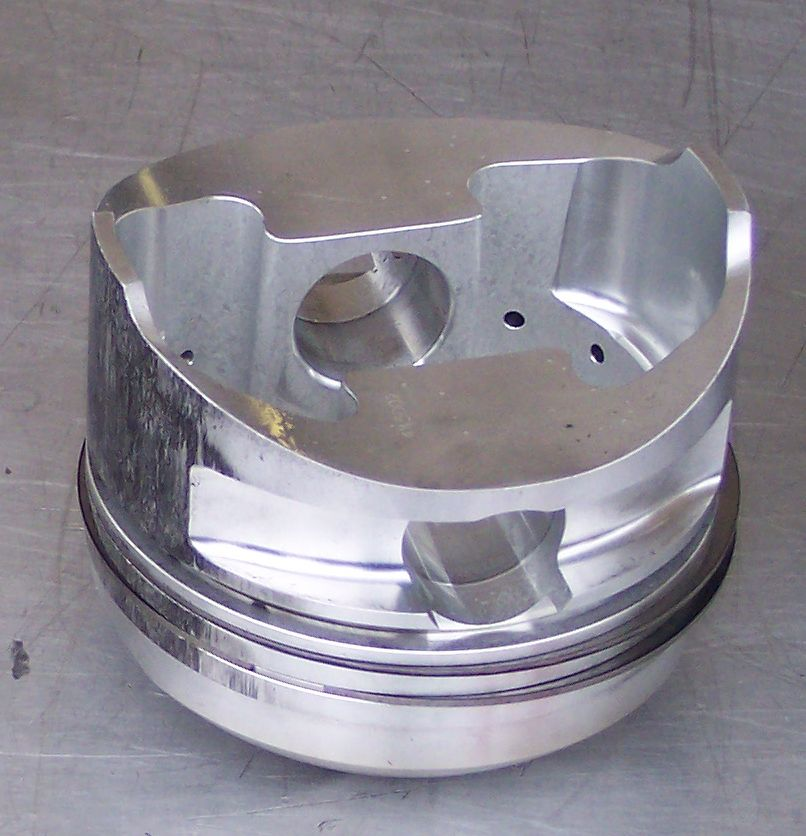
Pistone in alluminio per motori a quattro tempi

Il pistone è la parte del gruppo termico più sollecitata, la cui funzione è quella di sfruttare i gas combusti, trasferendo la loro energia alla biella.
Per svolgere tale funzione, è necessario che i gas non trafilino alle estremità del pistone e che sia garantita contemporaneamente la sua lubrificazione.
Per evitare il trafilo dei gas il pistone è munito di fasce elastiche, dove numero e spessore variano a seconda della vita che si vuol avere dal pistone; per la lubrificazione invece, nel caso sia richiesto dal tipo di motore, si ha il raschiaolio.

## Testata

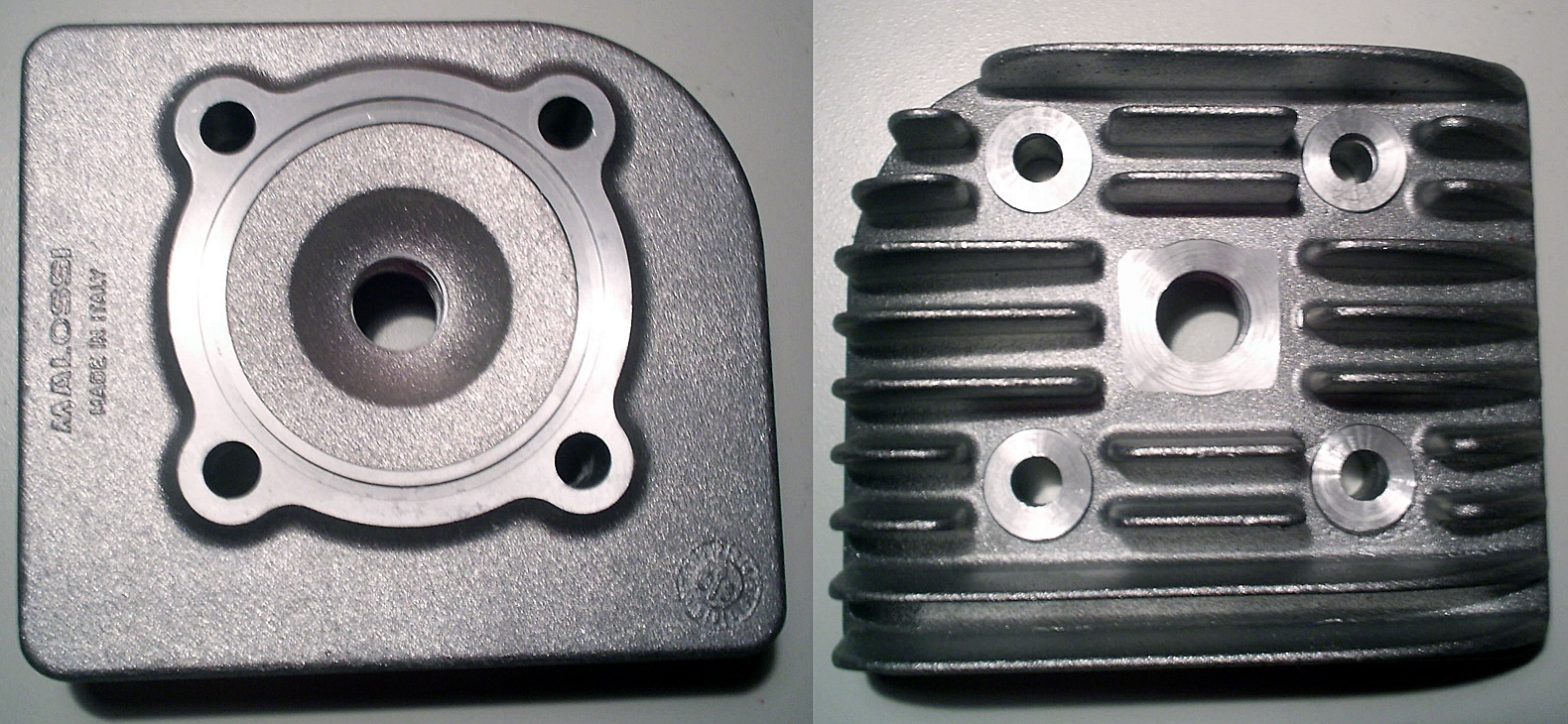
Testata in ghisa raffreddata ad aria per motori a due tempi

La testata è un componente del gruppo termico che serve, oltre a chiudere un'estremità del cilindro, anche per sorreggere la candela e nel caso sia un motore raffreddato a liquido anche del termostato. Questo componente nei modelli più semplici e a motore due tempi (motoseghe o simili) può essere tutt'uno con il cilindro, ma generalmente è un componente separato da montare sulla testata realizzato nello stesso materiale del cilindro per evitare le dilatazioni termiche differenziali.

Dalla testa dipende il rapporto di compressione, esistono due tipi diversi di testate: scomponibili o monopezzo. Le testate scomponibili possono offrire maggior rapporto di compressione a parità di costo, ma non cambia molto a livello prestazionale, anzi, in alcuni casi, troppa compressione, dovuta a teste troppo basse, fa "battere in testa" il pistone.
Le teste differiscono anche per ribassate e normali, le teste ribassate offrono un incremento prestazionale, ma con le benzine che esistono al giorno d'oggi è necessario regolare gli anticipi per evitare che il motore "batta in testa" oppure applicare una guarnizione più spessa.